# 東皋心越
東皋心越（日语：／，1639年-1696年10月25日） 俗姓蔣，字心越，法名兴俦，初名兆隐，號東皋、樵雲、越道人、鹜峰野樵，是在江戶時代初期從中国東渡到日本的一位禅僧。他在日本傳播中國的詩畫篆刻以及古琴，被稱為“日本琴樂中興之祖”和“日本篆刻之祖”。

## 生平

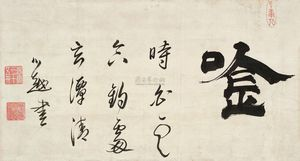
立軸紙本“吟”，東皋心越

東皋心越出生於浙江省金华府浦江县，相傳為西漢蔣詡後裔。 八歲時在蘇州報恩寺剃髮，曾雲遊江浙一帶。二十歲奉曹洞宗寿昌派觉浪道盛為師，道盛圓寂之後從杭州皋亭山崇光显孝寺阔堂大文，阔堂圓寂之後，驻锡杭州永福寺。他雖然已經出家，卻仍然在康熙十三年（1674）年參與響應吳三桂的浙闽一带反清起事，然而最終失敗。
他只得在康熙十五年（1676），应长崎兴福寺法主澄一道亮之邀，以杜多俦或越杜多的化名自杭州东渡日本，十二月抵達舟山， 同月三十日抵达九州，次年正月抵达长崎。因日本的鎖國令，他在延宝五年（1677）正月至延宝七年（1679）十二月一直居住于專供外國人停留的長崎，駐興福寺。實際上因為他不屬於澄一道亮的臨濟宗，為了入境還被迫向澄一行弟子礼。延寶七年夏，和水戶藩主德川光国（水戶黃門）使臣、朱舜水之学生今井弘济會面，後者表示德川有意邀請東皋離開此地，於是按照二人的計劃，心越在延寶八年（1680）五月到京都附近黄檗山万福寺向主持木庵性瑶贺七十壽誕，作《上黄檗木和尚书》向木庵請求幫助。 未果，之後再以访瑞圣寺之名前往江户，但最終被人揭發而被迫返回長崎，兴福寺也被關閉。
在長崎的年歲中，東皋心越在宗教、艺术領域十分活躍，以禪學和藝術結交幕府人士，因此再次得到德川光国的幫助，天和元年（1682）東皋先移居長崎皓台寺，同年六月离开长崎，之後寓居于德川光国在水戶的别墅中。期間廣交各界人士、教授古琴。元禄四年（1691）入住水户岱宗山天德寺（今寿昌山祇園寺），元禄五年（1692）十月於天德寺正式开堂说法。元禄八年（1695）九月圆寂，後來被奉为寿昌山祇園寺和少林山达摩寺的开山祖师。

## 評價
- 高罗佩：“夫中国七弦琴者，往昔日本人徒听其名，而未尝知其实，日本旧籍多载‘琴’一 字，而其意殆指和琴、新罗琴、皆筝课之一种，非中国先圣之制。”[4]
- 《日本琴史》：“琴学盛于日本，实师（东皋）之功也。”[4]
- 三谷阳子：“清初，如果没有心越亡命日本，就不会有日本琴乐的发展。”[4]

## 遺產
浮舶依孤嶼，煙村隔遠林。

微風迎浪急，片月棹波深。

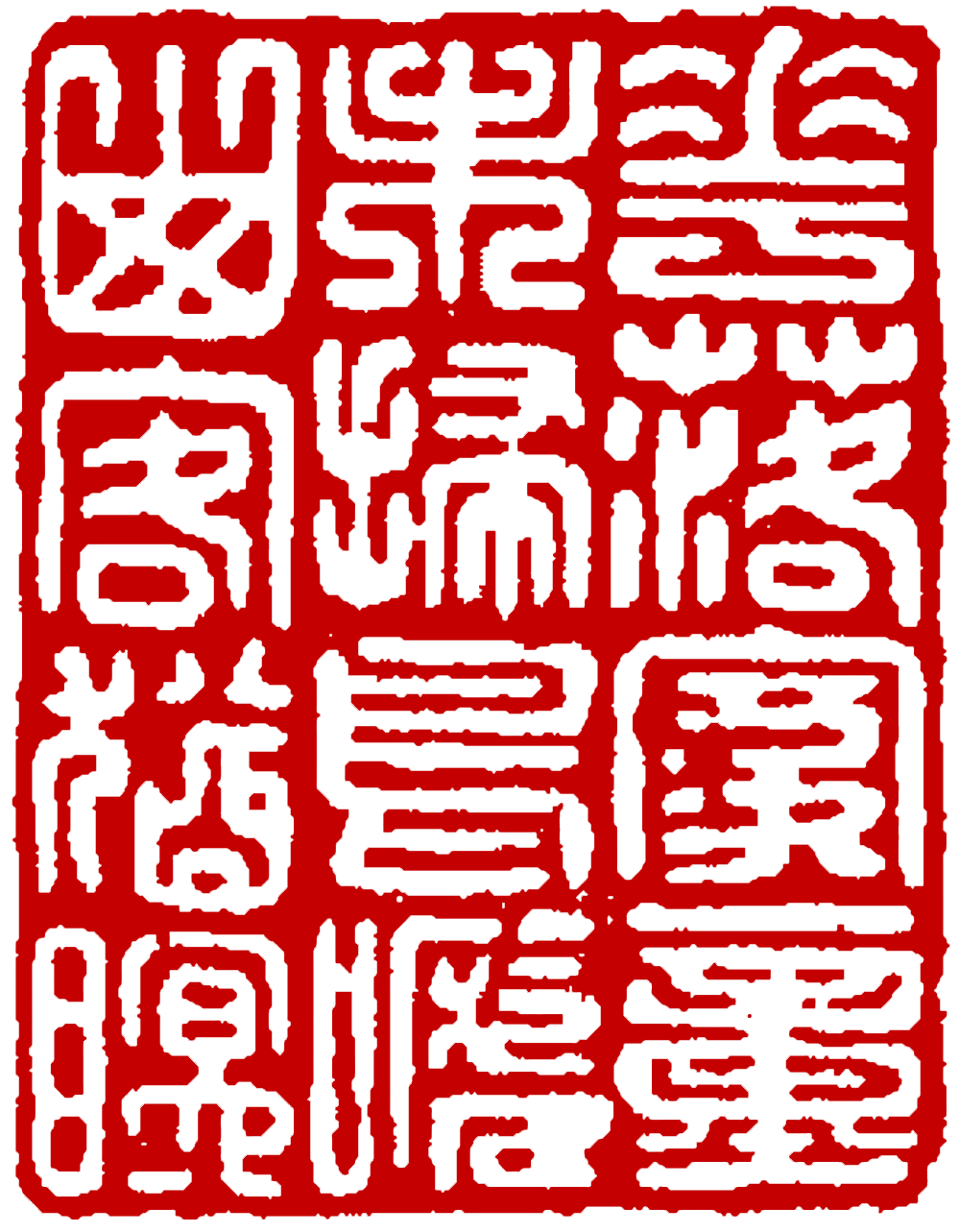
東皋心越刻印：“花落家童未扫，鸟啼山客犹眠”

他东渡日本时带有古琴五床，其中有記載的是“虞舜”、“素王”、“万壑松”這三床。“虞舜”由德川家收藏，藤田东湖在其琴匣上作記，現收藏在東京國立博物館。此外他還把《松弦馆琴谱》、《理性元雅》、《伯牙心法》、《琴学心声》和自撰《谐音琴谱》等古琴譜帶到了日本。在日本東皋心越尤以授琴出名，著名弟子包括杉浦正职等，他的弟子將琴学传入了日本的儒官及学者之中，並且搜集心越的琴曲，集成《東皋琴譜》，於宝永年间出版。

## 擴展閱讀
- 杉村英治，《望郷の詩僧 東皐心越》，1989年，三樹書房
- 中田勇次郎，《日本の篆刻》，1966年，二玄社

## 外部連結
- 雷天宇，浅析曹洞禅法对东皋心越诗歌写作特色的影响